# Trestní příkaz
Trestní příkaz je rozhodnutí v trestním řízení, které může vydat samosoudce i bez projednání věci v hlavním líčení, pokud byl skutkový stav spolehlivě prokázán opatřenými důkazy. Jeho obdobou v občanském soudním řízení je platební rozkaz.
Trestním příkazem je možné uložit pouze:
- trest odnětí svobody do jednoho roku s podmíněným odkladem jeho výkonu,
- domácí vězení do jednoho roku,
- trest obecně prospěšných prací,
- trest zákazu činnosti do pěti let,
- peněžitý trest,
- trest propadnutí věci nebo jiné majetkové hodnoty,
- vyhoštění do pěti let,
- zákaz pobytu do pěti let nebo
- trest zákazu vstupu na sportovní, kulturní a jiné společenské akce do pěti let.

Trestní příkaz se nevydává „Jménem republiky“, protože není rozsudkem, i když má jeho povahu. Obsahuje označení soudu, který jej vydal, označení obviněného, výrok o vině a o uloženém trestu (případně také o náhradě škody), poučení o opravných prostředcích a den a místo vydání.
Nelze se proti němu odvolat, ale jak obviněný, tak státní zástupce proti němu mohou podat ve lhůtě 8 dnů od doručení odpor. Pokud nebude podán, stane se pravomocným a vykonatelným, včas podaným odporem se ale ze zákona zruší a ve věci bude nařízeno hlavní líčení, ve kterém se standardně o vině obviněného a o jeho případném trestu rozhodne. Trestní příkaz má tedy spíše podobu návrhu na souhlas s potrestáním.
Trestní příkaz byl do československého trestního řádu zakotven prvně již v roce 1973. Následně byl jako protiprávní, popírající právo obviněného na obhajobu,[zdroj?] novelou trestního řádu roku 1990 zrušen. Novela trestního řádu účinná od 1. ledna 1994 se k tomuto institutu opět vrátila, i když s několika výraznými rozdíly (výrazně se rozšířil okruh takto postižitelných trestných činů, zpřísnil se možný trest odnětí svobody ze dvou měsíců na jeden rok, vydání trestního příkazu není podmíněno doznáním obviněného ani souhlasem státního zástupce, není zakotvena zásada zákazu reformationis in peius a trestní příkaz může obsahovat i výrok o náhradě škody).
Trestní příkaz pro urychlené řešení trestního řízení  znají také jiné právní řady jako například právní řád Spolkové republiky Německa.